# L'Agitazione
L'Agitazione. Periodico socialista-Anarchico è stato un settimanale fondato ad Ancona da Errico Malatesta nel 1897. Ha avuto un ruolo di rilievo nel dibattito interno del Movimento anarchico italiano e, più in generale, nel confronto con repubblicani e socialisti. Soggetto a frequenti sequestri il periodico venne soppresso dalle autorità nel maggio 1898 con l'arresto di Malatesta e di buona parte della redazione, in conseguenza delle agitazioni sociali di quell'anno.

## Storia
Il settimanale venne fondato nel 1897 ad Ancona da Errico Malatesta, da poco rientrato in Italia e divenne rapidamente uno degli organi di maggior rilievo del Movimento anarchico italiano. Si fece portavoce di una posizione decisamente socialista-anarchica (come recitava il sottotitolo) polemizzando da un lato con le posizioni revisioniste di Francesco Saverio Merlino, dall'altra con l'Individualismo.

Di particolare rilievo la battaglia contro il domicilio coatto ed il costante confronto con le posizioni repubblicane e socialiste. Il periodico giunse a stampare 7-8000 copie, fu oggetto di frequenti sequestri e dell'incriminazione via via di tutti i gerenti responsabili.

Con lo scoppio dei moti del pane quasi tutta la redazione venne arrestata nel gennaio 1898, ma il periodico continuò comunque ad uscire, pubblicando anche un supplemento quotidiano dal 21 al 30 aprile 1898, in concomitanza con il processo a Malatesta e compagni. Il 9 maggio il giornale venne definitivamente soppresso per intervento delle autorità militari.

Durante la sua esistenza L'Agitazione pubblicò articoli di tutti i principali esponenti del movimento anarchico italiano. Oltre a Malatesta, Pietro Gori, Luigi Galleani all'epoca al domicilio coatto, Luigi Fabbri e Nino Samaja (che pubblicava con lo pseudonimo di Kristen Larsen). Vennero ospitati interventi di Francesco Saverio Merlino e di Amilcare Cipriani.